# 存祿
存祿（?年—?年），字誠齋，蒙古正白旗人，道光二十年庚子科繙譯進士，咸豐十一年任灤州知州，同治四年任保定府安肅縣知縣，同治六年署廣平府曲周縣知縣、趙州直隸州知州、武清楊邨通判